# Christina Morhaubt
Christina Morhaubt, de soltera Merkhlein (muerta el 4 de agosto de 1627), fue una mujer alemana víctima del juicio de las brujas de Bamberg. 
Estaba casada con el concejal de la ciudad y alcalde de Bamberg, Johann Morhaubt, y tenían dos hijos. Después de una mala cosecha, la cual se rumoreaba había sido causada mediante magia, un pánico brujeril se desató en Bamberg en 1626. Christina Morhaubt fue arrestada el 9 de abril de 1627. Su arresto fue el primero contra personas que pertenecían a las clases altas de la ciudad, lo cual trajo una fortuna considerable al gobierno de la ciudad al confiscar los bienes de los acusados. Confesó bajo tortura haber sido convertida en bruja por su madre Dorl Greifin once años antes. Su confesión resultó en el arresto de sus sirvientas Kunigunth Weberin, que señaló al hijo de Christina, Hans, y Ellin Helena von Kronach, que señaló a las esposas del alcalde Georg Neudecker, el alcalde Johannes Junius y el alcalde Dietmeyer, así como a Katherina Haan, esposa del concejal Georg Haan. Cuando su hijo Hans, de catorce años, fue interrogado en junio, señaló a su hermano menor Martin y a varios miembros de la familia Haan como miembros del aquelarre: se lo consideró un testigo tan importante que fue mantenido vivo hasta enero de 1628, utilizado para señalar más personas para ser arrestadas y dar testimonio contra Georg Haan y su hija.  
Christina Morhaubt fue juzgada culpable y quemada viva en agosto de 1627. Su hijo Hans Morhaubt probablemente fue ejecutado en abril de 1628.